# ネルソン・レイクス国立公園
ネルソン・レイクス国立公園（Nelson Lakes National Park）は、ニュージーランド・南島北部（ネルソン地方とタスマン地方にまたがる）にある国立公園である。サザンアルプス山脈の最北端に位置する。

## 概要
南島の北部に位置する。1956年に開設された。国立公園内には、2つの大きな湖であるロトイチ湖 とロトロア湖が広がる。最寄の町であるセント・アーナウドは、ロトイチ湖の北側に広がる町である。それ以外にも、コンスタンス湖、ブルー湖、といった小さな湖が点在する。
国立公園内には、トラヴァース川、サビーン川、デュルヴィル川といった渓谷を有している。トラヴァース川は、ロトイチ湖に、サビーン川とデュルヴィル川は、ロトロア湖に流入する。ロトイチ湖から流れ出すブラー川はロトロア湖から流れ出すゴーワン川と合流し、さらに、国立公園内に源流を持つマタキタキ川とマーチソン近郊で合流する。ネルソン・レイクス国立公園内の河川の多くは、ブラー川水系を形成する。
ネルソン・レイクス国立公園に源流を持つブラー川水系が形成されたのは、最後の氷河期のことであると考えられている。
タスマン地方の最高峰は、国立公園内にあり、フランクリン山で、標高2,340メートルである。

## 生態系

### 植物相
ネルソン・レイクス国立公園の植生の中心は、ブナである。温暖な場所や低地では、アカナンキョクブナやギンナンキョクブナ、標高が高い所では、ヤマナンキョクブナが自生する。

### 動物相
ネルソン・レイクス国立公園では、野鳥の楽園である。確認されているだけでも、ニュージーランドコマヒタキ、ニュージーランドミツスイ、ニュージーランドオウギビタキ、ミドリイワサザイ、カカ、イワサザイ、ミヤマオウム、アオヤマガモが生息している。また、オオマダラキーウィの再導入も行われる。

## アクティビティ
トレッキング（ニュージーランド英語でトランピング）をネルソン・レイクス国立公園でも楽しむことができる。ニュージーランド国内に9ヶ所あるニュージーランド・グレート・ウォークスは無いものの、行程80キロメートルのトラヴァース＝サビーン・サーキット（Travers-Sabine Circuit）をはじめとし、ロトロア湖周辺のフラワー・ブラザーズ・ウォーク（Flower Brothers Walk）やロトロア湖周辺にさまざまな長さで設けられたトレッキングコース、ロトイチ湖周辺に設けられた複数のトレッキングコース、行程21.4キロメートルのアンジェラス湖へのトレッキングコースがある。
それ以外のアクティビティは、登山、マウンテンバイク、ボート、釣り、狩猟を楽しむことができる。